# Municipio de Richland (condado de Morgan)
El municipio de Richland (en inglés: Richland Township) es un municipio ubicado en el condado de Morgan en el estado estadounidense de Misuri. En el año 2010 tenía una población de 1091 habitantes y una densidad poblacional de 5,4 personas por km².

## Geografía
El municipio de Richland se encuentra ubicado en las coordenadas 38°36′33″N 92°59′54″O / 38.60917, -92.99833. Según la Oficina del Censo de los Estados Unidos, el municipio tiene una superficie total de 201.96 km², de la cual 201,86 km² corresponden a tierra firme y (0,05 %) 0,1 km² es agua.

## Demografía
Según el censo de 2010, había 1091 personas residiendo en el municipio de Richland. La densidad de población era de 5,4 hab./km². De los 1091 habitantes, el municipio de Richland estaba compuesto por el 95,69 % blancos, el 0,18 % eran afroamericanos, el 0,82 % eran amerindios, el 0,92 % eran asiáticos, el 0,92 % eran de otras razas y el 1,47 % eran de una mezcla de razas. Del total de la población el 2,66 % eran hispanos o latinos de cualquier raza.